# 3C 58
3C 58, llamado también SNR G130.7+03.1, 2E 518 y CTB 8, es un resto de supernova en la constelación de Casiopea que incluye un púlsar y la nebulosa sincrotrón circundante.

## Morfología
3C 58 es una radiofuente que fue identificada como resto de supernova primero en banda de radio en 1971 y luego en el espectro visible por observaciones Hα en 1978. Debido a su espectro de radio plano y su centro lleno y brillante está catalogada como una nebulosa de viento de púlsar (PWN) o plerión.
Las imágenes en banda de radio revelan una morfología con brillo central y un tamaño compacto de
6 × 9 minutos de arco, consistente con la morfología observada en infrarrojo y en rayos X.
Asimismo, por todo el cuerpo de la nebulosa se aprecia una estructura filamentosa.
La observación de 3C 58 con rayos X revela un espectro no térmico que varía con el radio de este objeto. La cáscara de la emisión térmica de rayos X es menor que la extensión máxima del plerión, lo que lleva a pensar que dicha emisión probablemente está asociada con material expulsado por la supernova y luego barrido por el plerión, en vez de con la onda de choque originaria de la supernova.

## Remanente estelar
Estudios realizados con el observatorio de rayos X Chandra muestran que el púlsar central —denominado PSR J0205+6449— es una estrella de neutrones en rápida rotación, rodeada por un brillante toro emisor de rayos X. Un «jet» de rayos X surge en ambas direcciones desde el centro del toro, extendiéndose a lo largo de varios años luz. Este púlsar exhibe pulsaciones muy rápidas cada 65 milisegundos en longitudes de onda de radio. Su superficie tiene una temperatura algo inferior a 1 000 000 K.
Se estima que su campo magnético superficial es de 3,6 × 1012 G y es el tercer púlsar más energético conocido en nuestra galaxia. Asimismo, fue uno de los primeros púlsares detectados en rayos gamma por el telescopio Fermi.
En luz visible ha sido identificado como una tenue estrella de magnitud 24 en banda R.
Se piensa que la progenitora de 3C 58 fue una estrella masiva de tipo O tardío durante su estancia en la secuencia principal. Su fuerte viento estelar esculpió una gran burbuja aún visible en H I. La edad dinámica de dicha burbuja, de aproximadamente 3,2 millones de años, implica que la masa de la progenitora era de 20 - 30 masas solares cuando se formó, asumiendo que la burbuja fue creada por una única estrella.

## Edad y distancia

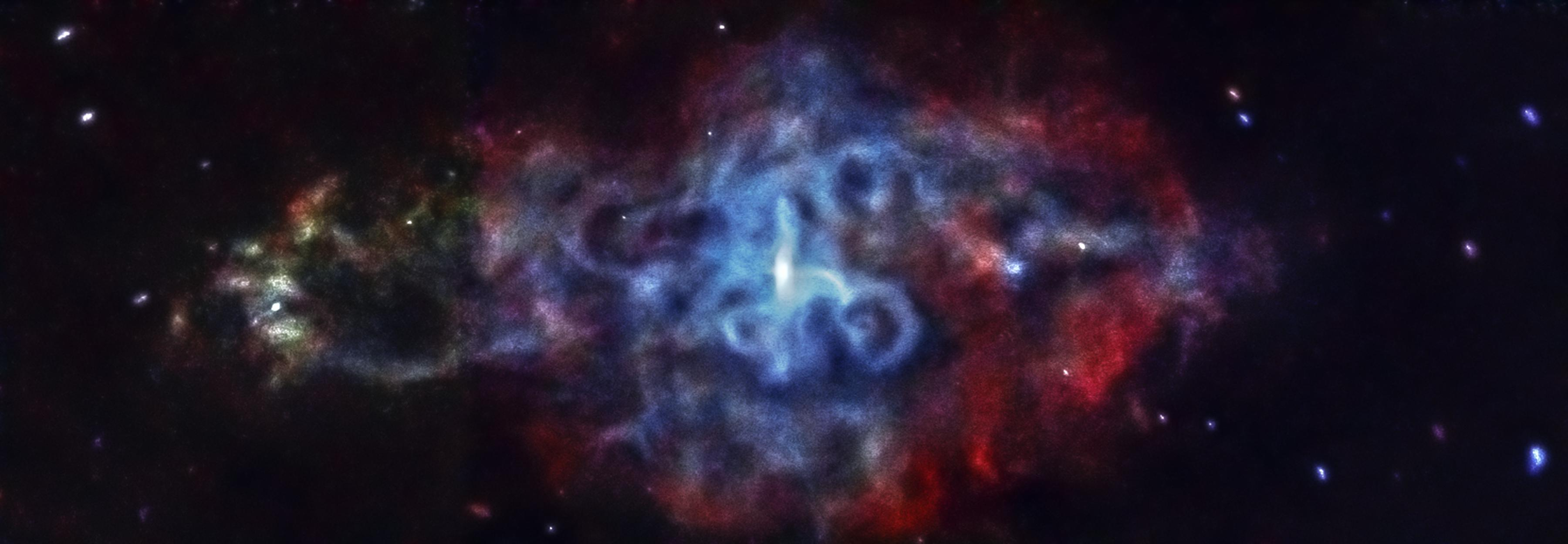
Centro de 3C 58, de donde surgen chorros de rayos X, a la izquierda y la derecha en la imagen.

Existe cierta controversia en cuanto a la edad de 3C 58. Históricamente se ha pensado que 3C 58 era el resto de la supernova SN 1181, observada por primera vez entre el 4 y el 6 de agosto de 1181, por lo que le correspondería una edad de 840 años.
Hoy esta asociación no parece tan clara, ya que la velocidad de expansión en banda de radio y de los nodos en luz visible sugieren una edad sensiblemente mayor, posiblemente cerca de 5000 años.
Otros argumentos, como los modelos de enfriamiento de estrellas de neutrones —que implican que un mecanismo de enfriamiento exótico ha de ser el responsable de la «baja» temperatura de PSR J0205+6449—, así como el movimiento propio del púlsar, establecen una edad entre 800 y 7000 años.
Igualmente, la edad dinámica de 3C 58, estimada por la velocidad y el tamaño de la onda de choque, es de 2500 años.
En cuanto a su emplazamiento, hasta hace no mucho se asumía que 3C 58 estaba a una distancia de 3200 pársecs, pero posteriores medidas de H I sugieren un valor inferior de 2000 pársecs.